# Huracán Kenna

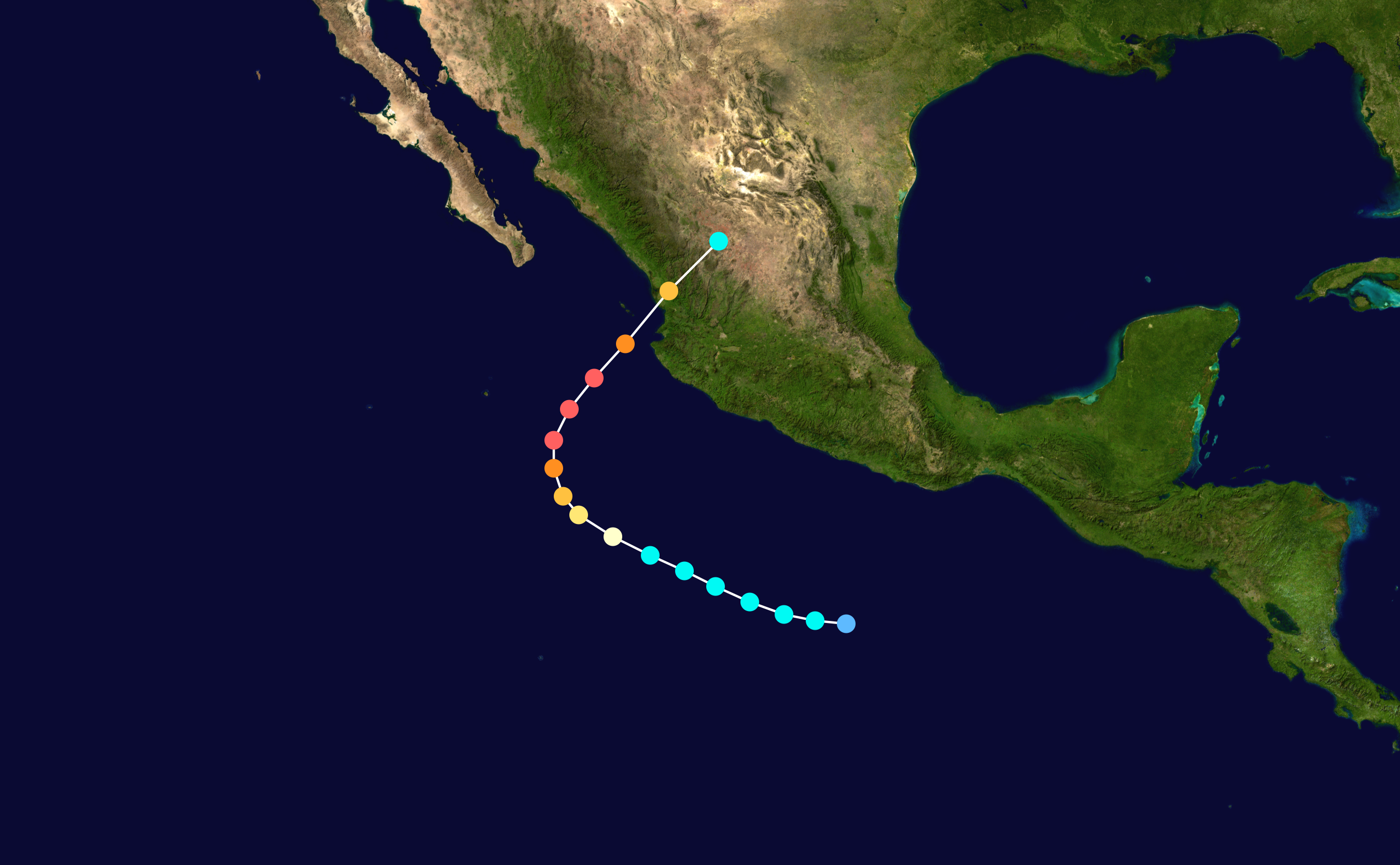
Trayectoria del huracán Kenna.

El huracán Kenna fue un ciclón tropical de categoría 5, el más fuerte de la temporada de huracanes en el Pacífico de 2002, que afectó a México, dejando cuatro muertos y cuarenta heridos. La ciudad más afectada en el estado de Jalisco fue Puerto Vallarta, donde los daños ascendieron a unos 10 millones de dólares.en daños
Es uno de los huracanes más fuertes que han afectado a México, ocupando la tercera posición en el océano Pacífico, solo por detrás de los huracanes Patricia y Madeline. Este huracán entró por las playas de Nayarit como categoría 4 y fue virando hacia el noreste pasando por los estados de Durango, Zacatecas,Coahuila y Nayarit 

## Retiro del nombre
- Debido a los múltiples daños causados, la Organización Meteorológica Mundial retiró el nombre de Kenna de la lista. Fue sustituido por Karina para la Temporada de huracanes en el Pacífico de 2008.